# Aeroport (barri de Palma)

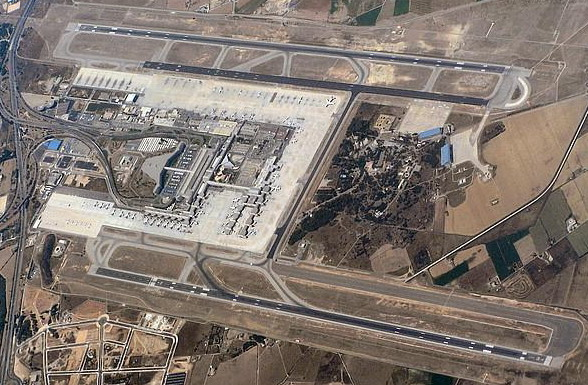
Vista aèria de l'aeroport de Son Sant Joan

Aeroport és un barri del municipi de Palma, Mallorca, situat al districte de Llevant, entre els barris de Sa Casa Blanca al nord, Son Ferriol i El Coll d'en Rabassa a l'oest, Can Pastilla al sud i Es Pil·larí i S'Aranjassa a l'est, en terrenys del pla de Sant Jordi. Té una extensió és de 888,7 ha i està ocupat majoritàriament per l'Aeroport de Son Sant Joan i el polígon de serveis de Son Oms, en terrenys de les possessions de Son Santjoan i Son Oms. L'any 2018 hi residien 106 persones.